# Красотіл степовий
Красотіл степовий (Calosoma denticolle) — вид твердокрилих комах родини турунових (Carabidae).

## Поширення
Вид поширений у Південно-Східній Європі, на Кавказі, у Центральній Азії та Китаї.

## Опис
Жук середнього розміру, завдовжки 19-26 см.